# Championnat de Malaisie de football 2000
Navigation
Saison 1999 Saison 2001
La saison 2000 du Championnat de Malaisie de football est la dix-neuvième édition de la première division en Malaisie. Le championnat n'est en fait qu'une phase qualificative pour une compétition plus prestigieuse, la Coupe de Malaisie. Les douze meilleurs clubs engagés affrontent deux fois leurs adversaires, à domicile et à l'extérieur et seuls les neuf premiers se qualifient pour la phase finale de la Coupe de Malaisie, disputée sous forme de matchs à élimination directe. En fin de saison, les deux derniers sont relégués et remplacés par les deux meilleurs clubs de deuxième division.
C'est le club de Selangor FA, promu de deuxième division, qui termine en tête du classement et qui remporte donc le titre officiel de champion de Malaisie. C'est le quatrième titre de l'histoire du club.
Une équipe étrangère, composée de joueurs de Brunei, participe également à la compétition.

## Les clubs participants
| - Brunei FA - Pahang FA - Kuala Lumpur FA - Penang FA - Sabah FA - Johor FA - Promu de D2 | - Sarawak FA - Negeri Sembilan FA - Perak FA - Selangor FA - Promu de D2 - Terengganu FA - Perlis FA - Promu de D2 |

## Compétition
Le barème de points servant à établir le classement se décompose ainsi :
- Victoire : 3 points
- Match nul : 1 point
- Défaite : 0 point

### Classement
| Rang | Équipe             | Pts | J  | G  | N | P  | Bp | Bc | Diff |
| ---- | ------------------ | --- | -- | -- | - | -- | -- | -- | ---- |
| 1    | Selangor FAP       | 45  | 22 | 14 | 3 | 5  | 41 | 25 | +16  |
| 2    | Penang FA          | 43  | 22 | 12 | 7 | 3  | 35 | 15 | +20  |
| 3    | Perak FA           | 41  | 22 | 12 | 5 | 5  | 35 | 18 | +17  |
| 4    | Terengganu FAC     | 35  | 22 | 9  | 8 | 5  | 29 | 23 | +6   |
| 5    | Sarawak FA         | 35  | 22 | 10 | 5 | 7  | 28 | 22 | +6   |
| 6    | Negeri Sembilan FA | 33  | 22 | 10 | 3 | 9  | 32 | 26 | +6   |
| 7    | Pahang FAT         | 31  | 22 | 8  | 7 | 7  | 41 | 28 | +13  |
| 8    | Kuala Lumpur FA    | 29  | 22 | 7  | 8 | 7  | 27 | 32 | -5   |
| 9    | Perlis FAP         | 25  | 22 | 6  | 7 | 9  | 24 | 27 | -3   |
| 10   | Johor FAP          | 20  | 22 | 6  | 2 | 14 | 27 | 50 | -23  |
| 11   | Sabah FA           | 16  | 22 | 4  | 4 | 14 | 22 | 41 | -19  |
| 12   | Brunei FA          | 11  | 22 | 2  | 5 | 15 | 19 | 53 | -34  |

|  | Qualification pour la Coupe d'Asie des clubs champions 2001-2002 et pour la phase finale de la Coupe de Malaisie |
|  | Qualification pour la phase finale de la Coupe de Malaisie                                                       |
|  | Relégation en deuxième division                                                                                  |
|  | T : Tenant du titre C : Vainqueur de la Coupe de la Fédération de Malaisie P : Promu de deuxième division        |

## Bilan de la saison
| Championnat de Malaisie de football 2000           |                        |
| Champion                                           | Selangor FA (4e titre) |
| Coupes et trophées                                 |                        |
| Vainqueur de la Coupe de la Fédération de Malaisie | Terengganu FA          |
| Qualifications continentales                       |                        |
| Coupe d'Asie des clubs champions 2000-2001         | Selangor FA            |
| Coupe des Coupes 2000-2001                         | Aucun                  |
| Promotions et relégations                          |                        |
| Promus en Premier 1 League                         | Kelantan FA            |
| Promus en Premier 1 League                         | Melaka FA              |
| Relégués en Premier 2 League                       | Sabah FA               |
| Relégués en Premier 2 League                       | Brunei FA              |